# 完顏劾者
完顏劾者，金景祖烏骨廼與昭肅皇后所生的長子，金世祖劾里鉢、金肅宗頗剌淑及金穆宗盈歌的長兄。
烏古迺是統一女真諸部的主要人物。他喜愛次子完顏劾里鉢（金世祖）的膽勇材略，所以劾里鉢的後代在金國的政治中占統治地位。當兒子們都長大成人時，按女真習俗應當各自搬到不同的宮邸中生活，烏古迺認為完顏劾者為人柔和，可治家務，其弟劾里鉢有器量智識，何事不成。劾孫亦柔善人耳。所以烏古迺讓長子劾者與次子劾里鉢同邸，由劾者專治家務，劾里鉢主外事。這是以後劾者之子孫完顏撒改、完顏宗翰長期擔任國論勃極烈（相當於國相）一職，而劾里鉢之子完顏阿骨打、完顏吳乞買成為皇帝的一個遠因。
金穆宗盈歌即位之初，念及長兄不得立，以劾者之子撒改為國相。以兄劾者子撒改為國相。完顏劾者死後，被追封為韓國公。